# Supercoppa italiana 2020 (pallacanestro maschile)
La Supercoppa italiana 2020, denominata per ragioni di sponsorizzazione Eurosport Supercoppa 2020, è la 26ª edizione della Supercoppa italiana di pallacanestro maschile.

## Squadre partecipanti
La manifestazione vede la partecipazione di tutte e 16 le squadre iscritte alla stagione 2020-2021, con la formula di una fase a gironi più Final Four, disputata il 18 e il 20 settembre 2020 presso la Virtus Arena di Bologna.
| - Reyer Venezia - Dinamo Sassari - Olimpia Milano - Vanoli Cremona | - N.B. Brindisi - Aquila Trento - Pall. Trieste - Pall. Varese | - Pall. Cantù - Virtus Bologna - Brescia - Pall. Reggiana | - V.L. Pesaro - Fortitudo Bologna - Virtus Roma - Universo Treviso |

## Fase a gironi

### Girone A
| Pos | Squadra                     | G | V | P | PF  | PS  | DP   | Qualificazione              |        | A\|X Armani Exchange Milano | BRE   | VAR   | CTU    |
| --- | --------------------------- | - | - | - | --- | --- | ---- | --------------------------- | ------ | --------------------------- | ----- | ----- | ------ |
| 1   | A\|X Armani Exchange Milano | 6 | 6 | 0 | 576 | 433 | +143 | Qualificata alle Final Four |        | —                           | 81–67 | 91–77 | 101–71 |
| 2   | Germani Brescia             | 6 | 3 | 3 | 499 | 515 | −16  |                             |        | 79–91                       | —     | 89–88 | 88–78  |
| 3   | Openjobmetis Varese         | 6 | 2 | 4 | 500 | 548 | −48  |                             | 77–110 | 102–100                     | —     | 84–77 |        |
| 4   | Acqua S.Bernardo Cantù      | 6 | 1 | 5 | 444 | 523 | −79  |                             | 62–102 | 75–76                       | 81–72 | —     |        |

#### Tabellini
| Arbitri: | Mazzoni (Grosseto) Quarta (Torino) Brindisi (Torino) |

|                     |            |                 |
| Punter 17           | Punti      | 16 Kennedy      |
| Rodríguez 10        | Assist     | 7 Smith         |
| Hines, Tarczewski 5 | Rimbalzi   | 12 Kennedy      |
| Ettore Messina      | Allenatori | Cesare Pancotto |

| Arbitri: | Vicino (Bologna) Bongiorni (Pisa) Galasso (Siena) |

|                          |            |                  |
| Scola 21                 | Punti      | 19 Punter        |
| G. De Nicolao, Ruzzier 3 | Assist     | 4 Delaney, Hines |
| Andersson, Morse 6       | Rimbalzi   | 7 LeDay          |
| Attilio Caja             | Allenatori | Ettore Messina   |

| Arbitri: | Paternicò (Piazza Armerina) Nicolini (Palermo) Boninsegna (Milano) |

|                 |            |                   |
| Pecchia 18      | Punti      | 16 Burns          |
| Leunen 4        | Assist     | 6 Vitali          |
| Kennedy 7       | Rimbalzi   | 11 Burns          |
| Cesare Pancotto | Allenatori | Vincenzo Esposito |

| Arbitri: | Begnis (Crema) Morelli (Brindisi) Pepponi (Assisi) |

|                 |            |                              |
| Johnson 16      | Punti      | 17 Punter                    |
| Thomas 3        | Assist     | 5 Cinciarini, Rodríguez      |
| Kennedy 9       | Rimbalzi   | 7 LeDay, Shields, Tarczewski |
| Cesare Pancotto | Allenatori | Ettore Messina               |

| Arbitri: | Lo Guzzo (Catanzaro) Martolini (Roma) Vita (Ancona) |

|                    |            |                    |
| Crawford 16        | Punti      | 18 Scola           |
| Chery 6            | Assist     | 7 G. De Nicolao    |
| Burns, Kalinoski 7 | Rimbalzi   | 6 Morse, Strautiņš |
| Vincenzo Esposito  | Allenatori | Attilio Caja       |

| Arbitri: | Sardella (Rimini) Borgioni (Roma) Noce (Latina) |

|                |            |                                      |
| Delaney 25     | Punti      | 18 Chery                             |
| Rodríguez 6    | Assist     | 3 Chery, Crawford, Sacchetti, Vitali |
| Shields 7      | Rimbalzi   | 9 Burns                              |
| Ettore Messina | Allenatori | Vincenzo Esposito                    |

| Arbitri: | Borgo Boninsegna (Milano) Capotorto (Bari) |

|              |            |                 |
| Scola 26     | Punti      | 26 Smith        |
| Ruzzier 6    | Assist     | 6 Smith         |
| De Vico 8    | Rimbalzi   | 9 Smith         |
| Attilio Caja | Allenatori | Cesare Pancotto |

| Arbitri: | Bartoli (Trieste) Paglialunga (Taranto) Giovannetti (Papigno) |

|                 |            |                    |
| Thomas 20       | Punti      | 26 Scola           |
| Smith 5         | Assist     | 6 Ruzzier          |
| Thomas 7        | Rimbalzi   | 5 Douglas, Scola   |
| Cesare Pancotto | Allenatori | Vincenzo Cavazzana |

| Arbitri: | Sahin (Messina) Attard (Priolo Gargallo) Brindisi (Torino) |

|                   |            |                 |
| Chery 17          | Punti      | 17 Rodríguez    |
| Chery 5           | Assist     | 5 Rodríguez     |
| Burns 11          | Rimbalzi   | 5 Datome, Hines |
| Vincenzo Esposito | Allenatori | Ettore Messina  |

| Arbitri: | Baldini (Firenze) Grigioni (Roma) Morelli (Brindisi) |

|                |            |                    |
| Shields 18     | Punti      | 16 Douglas         |
| Moraschini 5   | Assist     | 6 Ruzzier          |
| Tarczewski 8   | Rimbalzi   | 6 Ruzzier, Scola   |
| Ettore Messina | Allenatori | Vincenzo Cavazzana |

| Arbitri: | Lanzarini (Bologna) Bongiorni (Pisa) Dori (Mirano) |

|                                 |            |                 |
| Chery 20                        | Punti      | 16 Johnson      |
| Chery, Vitali 5                 | Assist     | 5 Johnson       |
| Ancellotti, Kalinoski, Vitali 5 | Rimbalzi   | 10 Kennedy      |
| Vincenzo Esposito               | Allenatori | Cesare Pancotto |

| Arbitri: | Vicino (Bologna) Borgioni (Roma) Belfiore (Napoli) |

|                 |            |                   |
| Scola 27        | Punti      | 21 Chery          |
| Douglas 5       | Assist     | 5 Vitali          |
| Scola 7         | Rimbalzi   | 5 Burns, Moss     |
| Massimo Bulleri | Allenatori | Vincenzo Esposito |

### Girone B
| Pos | Squadra                  | G | V | P | PF  | PS  | DP  | Qualificazione              |       | VIR   | REG   | FOR   | CRE   |
| --- | ------------------------ | - | - | - | --- | --- | --- | --------------------------- | ----- | ----- | ----- | ----- | ----- |
| 1   | Virtus Segafredo Bologna | 6 | 5 | 1 | 490 | 428 | +62 | Qualificata alle Final Four |       | —     | 79–75 | 84–86 | 79–56 |
| 2   | UNAHOTELS Reggio Emilia  | 6 | 3 | 3 | 479 | 477 | +2  |                             |       | 72–74 | —     | 90–85 | 78–71 |
| 3   | Fortitudo Bologna        | 6 | 3 | 3 | 506 | 496 | +10 |                             | 73–87 | 93–95 | —     | 96–77 |       |
| 4   | Vanoli Cremona           | 6 | 1 | 5 | 408 | 482 | −74 |                             | 66–87 | 75–69 | 63–73 | —     |       |

#### Tabellini
| Arbitri: | Lo Guzzo (Catanzaro) Attard (Siracusa) Morelli (Brindisi) |

|                        |            |                              |
| Cournooh 15            | Punti      | 11 Teodosić                  |
| Poeta 8                | Assist     | 3 Deri                       |
| Donda, Jar. Williams 7 | Rimbalzi   | 6 Abass, Marković, Tessitori |
| Paolo Galbiati         | Allenatori | Aleksandar Đorđević          |

| Arbitri: | Begnis (Crema) Perciavalle (Torino) Belfiore (Napoli) |

|                |            |                 |
| Taylor 26      | Punti      | 26 Happ         |
| Taylor 9       | Assist     | 7 Happ          |
| Cham 10        | Rimbalzi   | 8 Banks, Happ   |
| Antimo Martino | Allenatori | Romeo Sacchetti |

| Arbitri: | Giovannetti (Papigno) Bongiorni (Pisa) Noce (Latina) |

|                 |            |                  |
| Aradori 24      | Punti      | 20 Jar. Williams |
| Fantinelli 6    | Assist     | 8 Poeta          |
| Fantinelli 10   | Rimbalzi   | 11 Donda         |
| Romeo Sacchetti | Allenatori | Paolo Galbiati   |

| Arbitri: | Boninsegna (Milano) Galasso (Siena) Paglialunga (Taranto) |

|                     |            |                |
| Gamble 18           | Punti      | 24 Kyzlink     |
| Marković 6          | Assist     | 6 Taylor       |
| Abass 10            | Rimbalzi   | 6 Kyzlink      |
| Aleksandar Đorđević | Allenatori | Antimo Martino |

| Arbitri: | Martolini (Roma) Pepponi (Assisi) Brindisi (Torino) |

|                |            |                |
| Cournooh 21    | Punti      | 15 Bostic      |
| Poeta 8        | Assist     | 5 Candi        |
| Lee 10         | Rimbalzi   | 6 Candi        |
| Paolo Galbiati | Allenatori | Antimo Martino |

| Arbitri: | Lo Guzzo (Catanzaro) Bartoli (Trieste) Quarta (Torino) |

|                 |            |                     |
| Banks 16        | Punti      | 15 Gamble           |
| Fantinelli 8    | Assist     | 6 Teodosić          |
| Aradori 8       | Rimbalzi   | 10 Gamble           |
| Romeo Sacchetti | Allenatori | Aleksandar Đorđević |

| Arbitri: | Lanzarini (Bologna) Grigioni (Roma) Capotorto (Bari) |

|                     |            |                 |
| Teodosić 22         | Punti      | 16 Aradori      |
| Teodosić 6          | Assist     | 5 Banks         |
| Pajola 8            | Rimbalzi   | 7 Happ          |
| Aleksandar Đorđević | Allenatori | Romeo Sacchetti |

| Arbitri: | Baldini (Firenze) Di Francesco (Teramo) Galasso (Siena) |

|                |            |                |
| Bostic 22      | Punti      | 19 T. Williams |
| Kyzlink 5      | Assist     | 6 T. Williams  |
| Cham 13        | Rimbalzi   | 10 Lee         |
| Antimo Martino | Allenatori | Paolo Galbiati |

| Arbitri: | Borgo (Grumolo delle Abbadesse) Belfiore (Napoli) Perciavalle (Torino) |

|                     |            |                           |
| Tessitori 20        | Punti      | 11 Jar. Williams          |
| Teodosić 13         | Assist     | 8 Poeta                   |
| Hunter, Tessitori 6 | Rimbalzi   | 5 Cournooh, Jar. Williams |
| Aleksandar Đorđević | Allenatori | Paolo Galbiati            |

| Arbitri: | Rossi (Anghiari) Sardella (Rimini) Bongiorni (Pisa) |

|                 |            |                                |
| Aradori 26      | Punti      | 26 Taylor                      |
| Happ 6          | Assist     | 4 Baldi Rossi, Kyzlink, Taylor |
| Happ 12         | Rimbalzi   | 7 Baldi Rossi, Elegar          |
| Romeo Sacchetti | Allenatori | Antimo Martino                 |

| Arbitri: | Begnis (Crema) Bartoli (Trieste) Pepponi (Assisi) |

|                |            |                     |
| Candi 17       | Punti      | 15 Weems            |
| Taylor 5       | Assist     | 5 Teodosić          |
| Elegar 10      | Rimbalzi   | 7 Hunter            |
| Antimo Martino | Allenatori | Aleksandar Đorđević |

| Arbitri: | Martolini (Roma) Paglialunga (Taranto) Vita (Ancona) |

|                      |            |                       |
| Hommes 18            | Punti      | 15 Withers            |
| Poeta 4              | Assist     | 3 Aradori, Fantinelli |
| Lee, Jar. Williams 7 | Rimbalzi   | 11 Happ               |
| Paolo Galbiati       | Allenatori | Romeo Sacchetti       |

### Girone C
| Pos | Squadra                       | G | V | P | PF  | PS  | DP  | Qualificazione              |       | VEN   | TRV   | TRS   | TNT   |
| --- | ----------------------------- | - | - | - | --- | --- | --- | --------------------------- | ----- | ----- | ----- | ----- | ----- |
| 1   | Umana Reyer Venezia           | 6 | 4 | 2 | 462 | 434 | +28 | Qualificata alle Final Four |       | —     | 89–75 | 79–62 | 78–75 |
| 2   | De'Longhi Treviso             | 6 | 3 | 3 | 475 | 459 | +16 |                             |       | 73–70 | —     | 77–81 | 91–67 |
| 3   | Allianz Pallacanestro Trieste | 6 | 3 | 3 | 428 | 467 | −39 |                             | 76–69 | 62–80 | —     | 86–83 |       |
| 4   | Dolomiti Energia Trento       | 6 | 2 | 4 | 467 | 472 | −5  |                             | 73–77 | 90–79 | 79–61 | —     |       |

#### Tabellini
| Arbitri: | Mazzoni (Grosseto) Quarta (Torino) Brindisi (Torino) |

|                              |            |                      |
| Chappell 16                  | Punti      | 20 Mekowulu          |
| A. De Nicolao, Tonut, Watt 3 | Assist     | 5 Russell            |
| Mazzola 8                    | Rimbalzi   | 10 Vildera           |
| Walter De Raffaele           | Allenatori | Massimiliano Menetti |

| Arbitri: | Paglialunga (Taranto) Giovannetti (Papigno) Valzani (Martina Franca) |

|                   |            |                 |
| Henry 27          | Punti      | 21 Browne       |
| Henry 4           | Assist     | 5 Browne        |
| Udanoh 11         | Rimbalzi   | 9 JaC. Williams |
| Eugenio Dalmasson | Allenatori | Nicola Brienza  |

| Arbitri: | Belfiore (Napoli) Baldini (Firenze) Capotorto (Bari) |

|                      |            |                   |
| Akele 17             | Punti      | 17 Gražulis       |
| Russell 6            | Assist     | 7 Fernández       |
| Mekowulu 8           | Rimbalzi   | 10 Alviti         |
| Massimiliano Menetti | Allenatori | Eugenio Dalmasson |

| Arbitri: | Di Francesco (Teramo) Borgo Pierantozzi (Brescia) |

|                  |            |                    |
| Morgan 14        | Punti      | 17 Daye            |
| Browne 6         | Assist     | 5 Tonut            |
| JaC. Williams 10 | Rimbalzi   | 9 Watt             |
| Nicola Brienza   | Allenatori | Walter De Raffaele |

| Arbitri: | Begnis (Crema) Morelli (Brindisi) Galasso (Siena) |

|                   |            |                           |
| Udanoh 18         | Punti      | 14 Chappell, Stone, Tonut |
| Fernández 5       | Assist     | 4 Chappell, A. De Nicolao |
| Alviti 7          | Rimbalzi   | 11 Watt                   |
| Eugenio Dalmasson | Allenatori | Walter De Raffaele        |

| Arbitri: | Vicino (Bologna) Bongiorni (Pisa) Vita (Ancona) |

|                 |            |                      |
| Browne 29       | Punti      | 16 Mekowulu, Russell |
| Browne 5        | Assist     | 4 Russell            |
| JaC. Williams 7 | Rimbalzi   | 6 Imbrò              |
| Nicola Brienza  | Allenatori | Massimiliano Menetti |

| Arbitri: | Martolini (Roma) Borgioni (Roma) Pepponi (Assisi) |

|                      |            |                |
| Carroll 18           | Punti      | 15 Williams    |
| Imbrò 6              | Assist     | 5 Browne       |
| Mekowulu 10          | Rimbalzi   | 7 Pascolo      |
| Massimiliano Menetti | Allenatori | Nicola Brienza |

| Arbitri: | Vicino (Bologna) Sardella (Rimini) Vita (Ancona) |

|                    |            |                   |
| Watt 22            | Punti      | 17 Fernández      |
| Stone 4            | Assist     | 4 Doyle           |
| Julyan 9           | Rimbalzi   | 10 Udanoh         |
| Walter De Raffaele | Allenatori | Eugenio Dalmasson |

| Arbitri: | Bartoli (Trieste) Giovannetti (Papigno) Capotorto (Bari) |

|                      |            |                    |
| Russell 14           | Punti      | 19 Watt            |
| Imbrò 3              | Assist     | 5 Tonut            |
| Carroll 8            | Rimbalzi   | 10 Chappell        |
| Massimiliano Menetti | Allenatori | Walter De Raffaele |

| Arbitri: | Lo Guzzo (Catanzaro) Quarta (Torino) Boninsegna (Milano) |

|                |            |                   |
| Browne 20      | Punti      | 16 Doyle          |
| Forray 6       | Assist     | 6 Fernandez       |
| Martin 5       | Rimbalzi   | 6 Alviti, Upson   |
| Nicola Brienza | Allenatori | Eugenio Dalmasson |

| Arbitri: | Lanzarini (Bologna) Baldini (Firenze) Brindisi (Torino) |

|                    |            |                                 |
| Watt 19            | Punti      | 22 JaC. Williams                |
| Tonut 6            | Assist     | 8 Browne                        |
| Tonut 9            | Rimbalzi   | 5 Martin, Morgan, JaC. Williams |
| Walter De Raffaele | Allenatori | Nicola Brienza                  |

| Arbitri: | Borgo (Grumolo delle Abbadesse) Sardella (Rimini) Grigioni (Roma) |

|                   |            |                      |
| Fernandez 17      | Punti      | 14 Logan             |
| Fernandez 5       | Assist     | 6 Russell            |
| Udanoh 8          | Rimbalzi   | 6 Mekowulu           |
| Eugenio Dalmasson | Allenatori | Massimiliano Menetti |

### Girone D
| Pos | Squadra                  | G | V | P | PF  | PS  | DP   | Qualificazione              |       | SAS   | BRI   | PES    | ROM    |
| --- | ------------------------ | - | - | - | --- | --- | ---- | --------------------------- | ----- | ----- | ----- | ------ | ------ |
| 1   | Dinamo Sassari           | 6 | 4 | 2 | 563 | 484 | +79  | Qualificata alle Final Four |       | —     | 91–89 | 78–81  | 114–71 |
| 2   | New Basket Brindisi      | 6 | 4 | 2 | 528 | 470 | +58  |                             |       | 96–95 | —     | 71–83  | 98–62  |
| 3   | Victoria Libertas Pesaro | 6 | 4 | 2 | 498 | 435 | +63  |                             | 71–86 | 70–84 | —     | 104–60 |        |
| 4   | Virtus Roma              | 6 | 0 | 6 | 394 | 594 | −200 |                             | 76–99 | 69–90 | 56–89 | —      |        |

#### Tabellini
| Arbitri: | Paternicò (Piazza Armerina) Nicolini (Palermo) Dori (Mirano) |

|                   |            |               |
| Harrison 15       | Punti      | 19 Delfino    |
| Harrison 5        | Assist     | 7 Robinson    |
| Willis 6          | Rimbalzi   | 8 Delfino     |
| Francesco Vitucci | Allenatori | Jasmin Repeša |

| Arbitri: | Rossi (Anghiari) Perciavalle (Torino) Valzani (Milano) |

|                                  |            |                      |
| Bendžius 25                      | Punti      | 17 Baldasso          |
| Bilan, Krušlin, Pušica, Spissu 6 | Assist     | 6 Baldasso           |
| Bilan 16                         | Rimbalzi   | 5 Campogrande, Nizza |
| Gianmarco Pozzecco               | Allenatori | Piero Bucchi         |

| Arbitri: | Rossi (Anghiari) Perciavalle (Torino) Dori (Mirano) |

|               |            |                    |
| Robinson 14   | Punti      | 18 Pušica          |
| Robinson 10   | Assist     | 10 Spissu          |
| Filipovity 9  | Rimbalzi   | 14 Burnell         |
| Jasmin Repeša | Allenatori | Gianmarco Pozzecco |

| Arbitri: | Paternicò (Piazza Armerina) Nicolini (Palermo) Valzani (Milano) |

|                |            |                    |
| Campogrande 16 | Punti      | 20 Harrison        |
| Baldasso 10    | Assist     | 13 Thompson        |
| Jovanović 6    | Rimbalzi   | 9 Krubally, Willis |
| Piero Bucchi   | Allenatori | Francesco Vitucci  |

| Arbitri: | Rossi (Anghiari) Nicolini (Palermo) Valzani (Milano) |

|                 |            |              |
| Drell 22        | Punti      | 15 Tičić     |
| Filloy 6        | Assist     | 7 Baldasso   |
| Basso, Drell 10 | Rimbalzi   | 10 Baldasso  |
| Jasmin Repeša   | Allenatori | Piero Bucchi |

| Arbitri: | Paternicò (Piazza Armerina) Perciavalle (Torino) Dori (Mirano) |

|                    |            |                      |
| Pušica 24          | Punti      | 22 Harrison          |
| Spissu 9           | Assist     | 5 Harrison, Thompson |
| Bilan 8            | Rimbalzi   | 8 Willis             |
| Gianmarco Pozzecco | Allenatori | Francesco Vitucci    |

| Arbitri: | Sahin (Messina) Attard (Priolo Gargallo) Pierantozzi (Brescia) |

|                   |            |                    |
| Harrison 21       | Punti      | 22 Spissu          |
| Thompson 4        | Assist     | 7 Pušica           |
| Willis 10         | Rimbalzi   | 13 Bilan           |
| Francesco Vitucci | Allenatori | Gianmarco Pozzecco |

| Arbitri: | Mazzoni (Grosseto) Di Francesco (Teramo) Noce (Latina) |

|              |            |                      |
| Evans 13     | Punti      | 15 Zanotti           |
| Baldasso 5   | Assist     | 7 Massenat, Robinson |
| Cervi 6      | Rimbalzi   | 9 Drell, Zanotti     |
| Piero Bucchi | Allenatori | Jasmin Repeša        |

| Arbitri: | Mazzoni (Grosseto) Di Francesco (Teramo) Pierantozzi (Brescia) |

|                    |            |                    |
| Baldasso, Evans 15 | Punti      | 21 Tillman         |
| Baldasso 5         | Assist     | 11 Burnell         |
| Cervi 9            | Rimbalzi   | 9 Burnell          |
| Piero Bucchi       | Allenatori | Gianmarco Pozzecco |

| Arbitri: | Sahin (Messina) Attard (Priolo Gargallo) Noce (Latina) |

|               |            |                      |
| Drell 12      | Punti      | 19 Harrison          |
| Filloy 6      | Assist     | 5 Harrison, Thompson |
| Cain 6        | Rimbalzi   | 12 Willis            |
| Jasmin Repeša | Allenatori | Francesco Vitucci    |

| Arbitri: | Mazzoni (Grosseto) Attard (Priolo Gargallo) Pierantozzi (Brescia) |

|                   |            |              |
| Harrison 21       | Punti      | 15 Beane     |
| Zanelli 9         | Assist     | 3 Nizza      |
| Harrison 8        | Rimbalzi   | 10 Cervi     |
| Francesco Vitucci | Allenatori | Piero Bucchi |

| Arbitri: | Sahin (Messina) Di Francesco (Teramo) Noce (Latina) |

|                    |            |               |
| Bendžius 17        | Punti      | 26 Robinson   |
| Spissu 6           | Assist     | 7 Robinson    |
| Burnell 8          | Rimbalzi   | 9 Cain        |
| Gianmarco Pozzecco | Allenatori | Jasmin Repeša |

## Final Four

### Tabellone
|  | Semifinali     | Semifinali     | Semifinali     |                |                | Finale         | Finale | Finale |  |
|  |                |                |                |                |                |                |        |        |  |
|  | Olimpia Milano | Olimpia Milano | 76             |                |                |                |        |        |  |
|  | Olimpia Milano | Olimpia Milano | 76             |                |                |                |        |        |  |
|  | Reyer Venezia  | Reyer Venezia  | 67             |                |                |                |        |        |  |
|  | Reyer Venezia  | Reyer Venezia  | 67             |                | Olimpia Milano | Olimpia Milano | 75     |        |  |
|  |                |                |                |                | Olimpia Milano | Olimpia Milano | 75     |        |  |
|  |                |                | Virtus Bologna | Virtus Bologna | 68             |                |        |        |  |
|  | Dinamo Sassari | Dinamo Sassari | Virtus Bologna | Virtus Bologna | 68             | 76             |        |        |  |
|  | Dinamo Sassari | Dinamo Sassari |                |                |                |                |        |        |  |
|  | Virtus Bologna | Virtus Bologna | 88             |                |                |                |        |        |  |

### Semifinali
| Arbitri: | Lanzarini (Bologna) Bartoli (Trieste) Di Francesco (Teramo) |

|                |            |                    |
| Delaney 19     | Punti      | 19 Watt            |
| Delaney 6      | Assist     | 8 De Nicolao       |
| Tarczewski 6   | Rimbalzi   | 7 Daye             |
| Ettore Messina | Allenatori | Walter De Raffaele |

| Arbitri: | Sahin (Messina) Grigioni (Roma) Quarta (Torino) |

|                    |            |                     |
| Bilan 24           | Punti      | 13 Abass, Teodosić  |
| Spissu 6           | Assist     | 6 Teodosić          |
| Bilan 13           | Rimbalzi   | 8 Gamble            |
| Gianmarco Pozzecco | Allenatori | Aleksandar Đorđević |

### Finale
| Arbitri: | Lo Guzzo (Catanzaro) Mazzoni (Grosseto) Bongiorni (Pisa) |

|                |            |                      |
| Datome 17      | Punti      | 13 Alibegović        |
| Rodríguez 4    | Assist     | 8 Teodosić           |
| Datome 6       | Rimbalzi   | 8 Alibegović, Gamble |
| Ettore Messina | Allenatori | Aleksandar Đorđević  |

| Quintetto titolare | Quintetto titolare | Quintetto titolare  | Pt | Rim | Ass |
| ------------------ | ------------------ | ------------------- | -- | --- | --- |
| G                  | 0                  | Kevin Punter        | 14 | 3   | 2   |
| AP                 | 5                  | Vladimir Micov      | 2  | 2   | 0   |
| P                  | 23                 | Malcolm Delaney     | 11 | 2   | 1   |
| A                  | 32                 | Jeff Brooks         | 0  | 3   | 1   |
| C                  | 42                 | Kyle Hines          | 9  | 3   | 1   |
| Panchina:          |                    |                     |    |     |     |
| PG                 | 3                  | Davide Moretti      | 0  | 0   | 0   |
| G                  | 9                  | Riccardo Moraschini | 5  | 2   | 2   |
| P                  | 13                 | Sergio Rodríguez    | 9  | 3   | 4   |
| C                  | 15                 | Kaleb Tarczewski    | 6  | 4   | 0   |
| C                  | 19                 | Paul Biligha        | 0  | 0   | 0   |
| P                  | 20                 | Andrea Cinciarini   | 2  | 2   | 0   |
| A                  | 70                 | Luigi Datome        | 17 | 6   | 1   |
| Allenatore:        |                    |                     |    |     |     |
| Ettore Messina     |                    |                     |    |     |     |

|  |  |  |

| Olimpia Milano | Statistiche        | Virtus Bologna |
| -------------- | ------------------ | -------------- |
|                | Statistiche        |                |
| 16/35 (45.7%)  | Tiro da 2          | 21/35 (60.0%)  |
| 9/25 (36.0%)   | Tiro da 3          | 4/24 (16.7%)   |
| 16/24 (66.7%)  | Tiri liberi        | 14/17 (82.4%)  |
| 6              | Rimbalzi offensivi | 6              |
| 29             | Rimbalzi difensivi | 32             |
| 35             | Rimbalzi totali    | 38             |
| 12             | Assist             | 20             |
| 10             | Palle perse        | 16             |
| 13             | Palle rubate       | 4              |
| 3              | Stoppate           | 1              |
| 20             | Falli              | 23             |

| Quintetto titolare  | Quintetto titolare | Quintetto titolare | Pt   | Rim  | Ass  |
| ------------------- | ------------------ | ------------------ | ---- | ---- | ---- |
| P                   | 9                  | Stefan Marković    | 3    | 1    | 4    |
| AG                  | 11                 | Giampaolo Ricci    | 4    | 1    | 1    |
| AP                  | 34                 | Kyle Weems         | 5    | 3    | 4    |
| P                   | 44                 | Miloš Teodosić     | 6    | 1    | 8    |
| C                   | 45                 | Julian Gamble      | 12   | 8    | 0    |
| Panchina:           |                    |                    |      |      |      |
| C                   | 0                  | Amedeo Tessitori   | n.e. | n.e. | n.e. |
| AP                  | 3                  | Awudu Abass        | 12   | 1    | 0    |
| P                   | 6                  | Alessandro Pajola  | 2    | 1    | 2    |
| AG                  | 7                  | Amar Alibegović    | 13   | 8    | 0    |
| G                   | 14                 | Josh Adams         | 2    | 1    | 1    |
| AC                  | 32                 | Vince Hunter       | 9    | 5    | 0    |
| AG                  | 35                 | Stefan Nikolić     | n.e. | n.e. | n.e. |
| Allenatore:         |                    |                    |      |      |      |
| Aleksandar Đorđević |                    |                    |      |      |      |